# Krilni centar
Krilni centar je jedan od pet košarkaških pozicija. Krilni centar ima sličnu ulogu kao centar, znači igrati blizu koša ili pod košem. U napadu krilni centar okrenut je leđima prema košu, a u obrani igra u reketu točnije pod košem čuvajući protivničkog krilnog centra. Ta pozicija zahtjeva visinu i težinu, ali isto tako i pokretljivost i koordinaciju. Krilni centri su uglavnom dobri skakači i odlični strijelci u igri pod košem. Mnogi igrači koji igraju na toj poziciji znaju postizati koševe s distance poput Tima Duncana i Dirka Nowitzkog.